# Chalk Sound
Chalk Sound – miasto w Turks i Caicos (kolonia Wielkiej Brytanii); 997 mieszkańców (2006). Przemysł spożywczy.